# Kolomna
Kolomna (em russo:  Коломна) é uma antiga cidade da Rússia, no Oblast de Moscou, situada na confluência dos rios Moscou e Oka. A cidade foi fundada em 1177. Atualmente Kolomna é o centro administrativo do Distrito de Kolomensky, no Oblast de Moscou. A população da cidade vem decrescendo nos últimos anos, passando de 161 mil habitantes em 1989 para 148 mil em 2006.
Como outras antigas cidades russas, Kolomna também tem um kremlin, uma cidadela similar àquela famosa em Moscou (a qual também é construída com tijolos vermelhos).  A cidadela de Kolomna foi parte da Grande Fronteira de Abatis, cadeia de fortificações linear construída pelo Grão Duque de Moscou para proteção contra os ataques dos Tártaros da Crimeia. Diversas torres e duas seções dos muros estão bem preservadas e em bom estado de conservação e há um museu dentro dos muros.

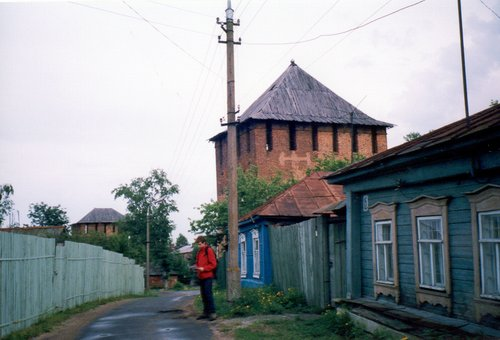
Pequena rua dentro da cidadela

## Transportes

### Ferrovias
Kolomna está localizada na linha Ryazan da ferrovia de Moscou, a 116km daquela cidade. Em Kolomna há um terminal ferroviário, o Golutvin (Голутвин) e cinco estações de estradas de ferro, chamadas Kolomna (Коломна), Shchurovo (Щурово), Bochmanovo (Бочманово), 6km, e Sychevo (Сычево).

### Transporte Público
Há dois terminais de ônibus na cidade, um em Golutvin, e o outro na área de "Velha Kolomna". Há também 10 linhas de bonde.

### Aquaviário
Kolomna está entre três grandes rios, e há ancoradouros para o transporte de passageiros e de mercadorias. O mais conhecido é o ancoradouro de Bochmanovo (em russo:  Бочманово).

## Demografia

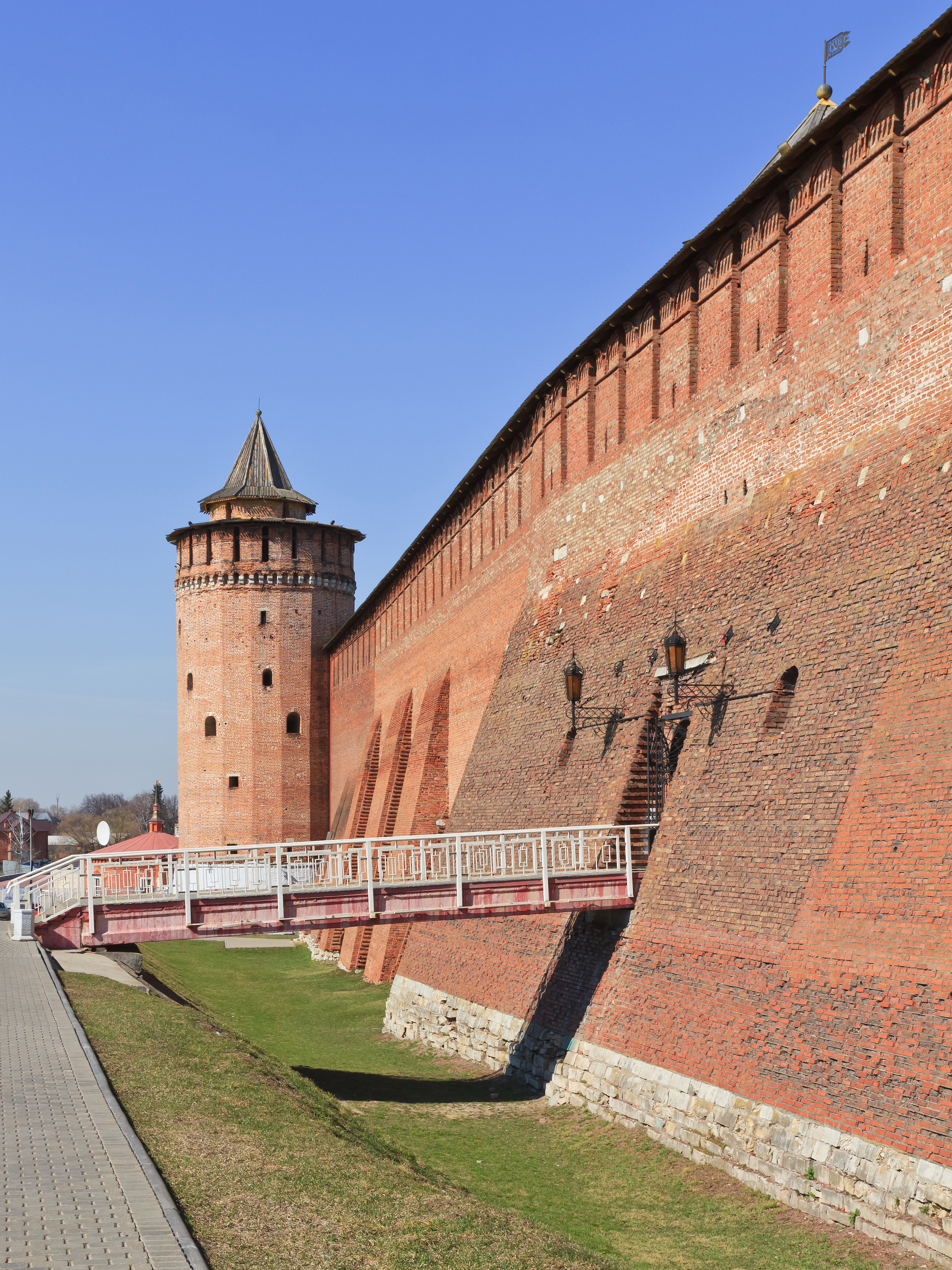
O Kremlin de Kolomna foi construído como parte da Grande Fronteira de Abatis em 1525-31

| Ano       | 1897 | 1926 | 1939 | 1959  | 1962  | 1967  | 1970  | 1973  | 1976  | 1979  |
| --------- | ---- | ---- | ---- | ----- | ----- | ----- | ----- | ----- | ----- | ----- |
| Рopulação | 20,9 | 35   | 85   | 118   | 125   | 131   | 136   | 140   | 145   | 146,5 |
| Ano       | 1982 | 1986 | 1989 | 1992  | 1996  | 1998  | 2000  | 2001  | 2003  | 2006  |
| Рopulação | 151  | 158  | 162  | 163,7 | 153,6 | 152,1 | 150,7 | 149,6 | 150,1 | 148   |

## Cidades irmãs
- Molodechno, Bielorrússia
- Bauska, Letônia
- Raleigh, Carolina do Norte, Estados Unidos
- Mladá Boleslav, República Tcheca

## Esporte
A cidade de Kolomna é a sede do Estádio Avangard e do FC Kolomna, fruto da fusão do FC Oka com o FC Avangard-Kortek, que participa do Campeonato Russo de Futebol.